# Distretto di Mkushi
Il distretto di Mkushi è un distretto dello Zambia, parte della Provincia Centrale.
Il distretto comprende 17 ward:
- Chalata
- Chapaba
- Chibefwe
- Chikanda
- Ching'ombe
- Kalwa
- Kamimbya
- Masofu
- Matuku
- Munda
- Mushibemba
- Mwalala
- Nkomashi
- Nkumbi
- Nshinso
- Tembwe
- Upper Lunsenfwa